# Униря (футбольный клуб, Урзичени)
«Униря Валахорум» Урзичени (рум. Fotbal Club Unirea Valahorum Urziceni) — бывший румынский футбольный клуб из города Урзичени, выступавший в Румынской Лиге I. Из-за финансовых долгов, а также непредоставление экономических гарантий прекратил своё существование Основан в 1954 году. Домашние матчи проводил на стадионе «Униря Валахорум», вмещающем 7 000 зрителей. Домашние матчи группового этапа Лиги чемпионов УЕФА 2009/2010 проводил на стадионе «Генча» в Бухаресте, поскольку домашняя арена «Униря Валахорум» не соответствует требованиям УЕФА.

## История
Первым спортивным клубом, появившемся в Урзичени был баскетбольный клуб «Яломица». Затем был создан и футбольный клуб, который играл против клубов из соседних городов, таких как Плоешти. Также они часто играли с немецкими клубами, за что получили прозвище «немцы» (рум. La Nemţi).
В 1976 году был введён в строй новый стадион, Тинеретулуй. В 1988 году клуб вышел в 1/8 Кубка Румынии, где проиграл футбольному клубу «Корвинул Хунедоара». Два сезона спустя «Униря» вышла из третьего румынского дивизиона во второй.
В 2003 году у клуба появился новый спонсор, Валахорум. По итогам сезона 2005/06 команда, обыграв «Брашов» и «Бихор» из города Орадя, впервые в своей истории вышла в Лигу 1.
В своём первом сезоне в Лиге 1 команда финишировала десятой. Во втором — уже пятой и добралась до финала национального кубка. В сезоне 2008/09 «Униря» под руководством Дана Петреску выиграла чемпионат Румынии и завоевала путёвку в Лигу чемпионов.
Клуб очень достойно смотрелся в Лиге чемпионов 2009/10. Команда заняла 3-е место в группе G, набрав 8 очков и обыграв такие сильные команды, как «Севилья» (1:0 дома) и шотландский «Рейнджерс» (4:1 в гостях) и вышла в 1/16 финала Лиги Европы, где по сумме двух встреч уступила «Ливерпулю» (0:1 и 1:3).
В сезоне 2009/10 «Униря» завоевала серебро чемпионата Румынии, на 3 очка отстав от ЧФР. При этом «Униря» потерпела меньше всех поражений в чемпионате — лишь 4 в 34 матчах. Форвард «Унири» Мариус Билашко, забив 12 мячей, стал третьим бомбардиром чемпионата.
Тренером «Унири» с конца декабря 2009 года был израильтянин Ронни Леви (род. 1966), в середине 1990-х выступавший за сборную Израиля на позиции опорного полузащитника. В 2010 году команда в третьем квалификационном раунде турнира встречалась с «Зенитом», уступив по сумме двух матчей (0:0, 0:1), а в четвёртом квалификационным раунде Лиги Европы УЕФА проиграла Хайдуку по сумме 2 матчей (1:4,1:1).
30 августа хозяин команды уволил всех футболистов клуба, заявив, что «заменит их воспитанниками местных спортшкол». Тренер Леви ранее покинул клуб. В следующем сезоне клуб вылетел во 2 лигу. Клуб не подавал заявку на участие во 2 лиге и был расформирован.

## Достижения
- Чемпион Румынии (1): 2008/09
- Вице-чемпион Румынии (1): 2009/10
- Финалист Кубка Румынии (1): 2007/08